# San Cataldo (Italia)
San Cataldo es un municipio  de la provincia de Caltanissetta. Forma parte de la región italiana de Sicilia.

## Administración Municipal
Nombre del Alcalde: Raimondo Torregrossa.

| Forza Italia |
| (1997-2007)  |

Nombre del Alcalde: Giuseppe Di Forti.

| Forza Italia |
| (2007-2012)  |

Nombre del Alcalde: Franco Raimondi.

| Partido Democrático |
| (2012-2013)         |

## Territorio
El territorio de San Cataldo surge en una zona de colinas internas que se extienden del norte al centro, entre los municipios Serradifalco, Mussomeli, Caltanissetta, situado en el área que comprende el altiplano Solfifero Siciliano, (un área minera antigua).
En el interior del territorio existen testimonios de vestigios de asentamientos humanos que datan de los siglos VI a. C. al V a. C., si bien en el centro habitado tiene orígenes más reciente.
El municipio fue fundado de hecho, por el Príncipe Nicolo Galletti en el año 1607 cuando el mismo obtiene la licencia para edificar y poblar el antiguo caserío “Calironi”, sito en el interior de las tierras del Barón di Fiumesalato, dedicado a San Cataldo.
En el curso de los años San Cataldo ha tenido diversos cambios desde el punto de vista urbanístico, a tal punto que hoy parece una ciudad nueva, en la cual prevalecen las construcciones recientes y pocas construcciones pueden vanagloriarse de su valor histórico. Los únicos testimonios culturales del pasado son algunas iglesias y construcciones señoriales.

## Iglesias
Son muchas las iglesias presentes en el territorio sancataldense: La Catedral dedicada a la Inmaculada Concepción de la Beata Virgen María del año 1633 ostenta el título de Arcipretura, por lo que los párrocos que la dirigen asumen el título de arcipreste. En la catedral se conservan: la estatua del santo patrono San Cataldo; que se celebra el 10 de mayo, la del Santísimo Crucifijo protector de la ciudad; que se celebra el segundo domingo de octubre, y la de la Inmaculada Concepción de la Beata Virgen María Patrona de la Comunidad Parroquial; que se festeja el 8 de diciembre.
La Iglesia San Antonio Abad, dedicada a la Madre del Carmelo, patrona de la Iglesia de San Antonio y la del barrio “santantunu”, se celebra el 16 de julio de cada año. Las obras que se conservan en esta iglesia son la estatua de la Madre del Carmelo, la de San Antonio Abad, la estatua de la Piedad, un cuadro de la Madre del Carmelo con San Simón Stok y un cuadro de San Antonio Abad pintado sobre tela. En el campanario hay dos campanas una (grande) dedicada a la Madre del Carmelo, y otra (pequeña) dedicada a San Antonio Abad.
El campanario ha sido remodelado subiéndole el techo con el propósito de subir también las campanas, en cambio estas últimas quedaron en el lugar original, por lo que ha quedado desproporcionado.
La iglesia de la Madre de la cadena de 1854 fue parroquia y en torno al año 2000 se transformó en rectoría.
La iglesia del Señor de los Misterios del siglo XIX, construida en el Monte Calvario donde se desarrolla el característico peregrinaje de Viernes Santo.
Iglesia de San José del año 1708, en esta iglesia se conserva la estatua de San José que es llevada en procesión el día de la fiesta litúrgica, la estatua de San Juan y de la Piedad son llevadas en procesión el Jueves Santo durante la noche y el Viernes Santo por la mañana y la tarde.

## Evolución demográfica
| Gráfica de evolución demográfica de San Cataldo entre 1861 y 2018 |
|                                                                   |
| Fuente ISTAT - elaboración gráfica de Wikipedia                   |

Otras parroquias presentes en San Cataldo:
- Iglesia de San Esteban del año 1795
- Iglesia Santa María del Rosario del año 1795.
- Santa María de la Gracia.
- Iglesia Cristo Rey, edificada en el nuevo barrio en 1957 gracias al interés del sacerdote don José Alfano.
- Iglesia de San Alberto Magno; nueva parroquia del año 1969 gracias a la expansión del territorio sancataldense en el barrio que hoy se llama “miman”.

Existen otras iglesias no parroquiales como la Iglesia de Santa Lucía; San Francisco; Santa Ana en el barrio de “Pizzo Carano”.